# Félix Vicente Ronda Rivero
Félix Vicente Ronda Rivero (nacido en La Habana el 16 de julio de 1966) es un pintor y humorista gráfico cubano. Desarrolla el dibujo humorístico y la pintura. Su formación artística es autodidacta.

## Exposiciones personales
Cuba
Su primera exposición personal se llamó "15 dibujos locos" realizada en 1987. Vestíbulo del Instituto Superior de Diseño Industrial (ISDI), La Habana, Cuba. 
En 1991 tuvo su segunda exposición personal “De frente y de perfil”, Galería 70 x 50, Taller de serigrafía René Portocarrero, La Habana, Cuba.
1991 "Neurosis Fálica", Galería Arte 7, La Habana, Cuba.
1992 "Diálogos con el tigre", conjuntamente con el pintor Carlos Quintana, Galería
Guerrero, La Habana, Cuba.
“1, 2,3 probando”, en Centro de arte de Luz y Oficios, La Habana, año 1994. 
“1, 2,3 gozando”, en Galería de Arte Alejo Carpentier en Camagüey, año 1994. 
“La muerte en vivo”, en Galería Espacio Abierto de la Revista de Arte Revolución y Cultura, año 1995, todas en galerías cubanas.
España
“De arique y terciopelo”, conjuntamente con el pintor Enrique Demetrio en la Galería UGT, Barcelona, en 1997, 
“El rapto de la mulata y del mulato también”, en Restaurant-galería, Barcelona,1998.
“Sexo, son y ron”, Luna Mora, en Barcelona, España. 1998.
“Estrés, escuatro, escinco”, Galería Rogeli Aragones, Lérida, en el 2000.
“24 cortados por segundo”, Galería-restaurant Habana Vieja, Barcelona, 2001.
“Al revés”, Galería del Ayuntamiento de Lloret de Mar, Girona, España. 2003.
"Under the Wheel", Espacio-Atelier En Bar Glaciar, Plaza Real, Barcelona, España, 2018.

Publicaciones: 
Ha publicado sus dibujos en periódicos y revistas cubanas tales como: Dedeté, Juventud
Rebelde, Revolución y Cultura, La Gaceta de la UNEAC, Granma, Trabajadores,
Tribuna, Bohemia, Urbe, El Habanero, Albur, Aquelarre, Somos Jóvenes, Correo de
Cuba y ARTECUBANO. También ha publicado en revistas internacionales como:
Semana Cómica (Nicaragua), Nossa América (Brasil), Lapiztola, Humoris Causa y
Otro más otro (México) y La Ilustració, La Jicotea, Angelitos Negros, Mallorca Star, L`
agenda de la Imatge, Revista Quevedos y La Costa, Extra de Madrid, revista O Farelo
de Apeneira de Galicia, Diario El Heraldo de Henares de Alcalá de Henares, Cambio
16, Cambio Financiero, Cuadernos para el Diálogo(España), Bronkit(Portugal),
Libèration, Telerama, Toulouse Hebdo, Cartelera(Francia) y Fenamizah(Turquía).
Ha realizado serigrafías artísticas, en el Taller de Serigrafía “René Portocarrero” de la
Habana, Cuba, en el Taller de Serigrafía de “Bernal Estampa Artística”, y en el Taller
"Fuera de serie" ambos en Madrid y en Taller de Serigrafía en Barcelona, así como
Litografías en el Taller de la Gráfica Experimental de La Habana Vieja, Cuba. 
Ha realizado diseños textiles para Artex y ArtIlla en Cuba. También realizó el póster del Festival Río Loco de Garonne, junio de 2003, Toulouse, Francia.

## Exposiciones colectivas
Exposiciones colectivas:
2023 Artepoli en la Barceloneta, Exposición Internacional del 12 de enero al 3 de febrero, Centro Cívico de la Barceloneta. 
2005 El Humor Universal en el Quijote, Organizado por la Empresa Pública Don Quijote de la Mancha, Castilla-La Mancha. 
-2002 Seriosament, Fundación por la Paz, Barcelona.
-2002 Exposición Iberoamericana, Tema Libre, Alcalá de Henares, Madrid.
-2002 Exposición Colectiva Humor iberoamericano, Alcalá de henares, Madrid.
-2002 Exposición colectiva "Los arbóles", Palau Robert, Barcelona, España.
-2001 Exposición Iberoamericana sobre la temática Los Inventos del Nuevo Milenio,
Alcalá de Henares, Madrid
-2001 Salón de pinturas sobre RedBull, Madrid, España.
-2001 Expo-salón colectiva sobre la música, en Salvador de Bahía. Brasil.
-2001 Exposición Humoralia, Lérida, España.
-2000 Salón de Humor Curuxas, Galicia, España.
-1999 Exposición colectiva de Arte cubano, Café IDEA, Barcelona, España.
-1998 I Bienal Internacional del Dedeté, Habana, Cuba.
-1996 Exposición colectiva "¡ Cuba hasta la pintura siempre!" , Richeliu Drouot, París,
Francia.
-1996 "No hacen faltas alas", Centro Cultural Luna Casa y Arte, San Salvador, El
Salvador.
-1996 "Ares dimes con quien andas..", Galería Espacio Abierto, La Habana, Cuba.
-1996 "Demetrio y sus amigos", Museum Llevengasse, Zürich, Suiza.
-1995 I Salón Nacional de Arte Cubano Contemporáneo, Museo Nacional de Bellas
Artes, La Habana, Cuba.
-1995 "Relaciones peligrosas" , Centro de Desarrollo de las Artes Visuales, La
Habana, Cuba.
-1995 "Ningún Hombre es una Isla", Bahía, Brasil.
-1995 "Misa por una Mueca", Centro de Desarrollo de las Artes Visuales, La Habana,
Cuba.
-1993 Exposición colectiva de dibujos Galería Habana, La Habana, Cuba.
-1992 "Nuevas tendencias en la plástica cubana", Casa Golferichs, Barcelona,
España.
-1992 The Unknow face of the cuban art, New Casttle, Reino Unido.
-1992 "Señales", IV Bienal de La Habana, Galería guerrero, La Habana, Cuba.
-1991 "Ciertas historias de humor", Centro de desarrollo de las Artes Visuales, La
Habana, Cuba.
-1991 "El Humor en la Plástica", Museo de Historia, en la VII Bienal del Humor en
San Antonio de los Baños, Habana, Cuba.
-1990 "En sus marcos listos...", Galería Habana, La Habana, Cuba.
-1990 "La bella y la bestia", invitado a participar en la expo personal de Sandra
Ceballos, Castillo de la Real Fuerza, La Habana, Cuba.
-1990 "Sin chistar", Galería Guerrero, La Habana, Cuba.
-1989 "La tradición del humor", Museo Nacional de Bellas Artes, III Bienal de la
Habana, La Habana, Cuba.
-1989 "Los caminos del humor", conjunto cubano, XX Bienal de Sao Paulo, Brasil.
-1989 Exposición colectiva de humor, Venecia, Italia.
-1988 "Humor a quien humor merece", Florencia, Italia.
-1987 IX Yomiuri International Cartoon, Tokio, Japón.
-1986 VIII Yomiuri International Cartoon, Tokio, Japón.
-1981 Salón Nacional de Humor Horacio Rodríguez Suría, UPEC, La Habana, Cuba.
Resumen Expone de manera colectiva en la IX Bienal Internacional del Humor y la Sátira en el Arte. “El mundo existe porque ríe”. Casa del Humor y la Sátira, Gabrovo, Bulgaria, y la Sexta Bienal Internacional de Humorismo. Galería de Arte Eduardo Abela, San Antonio de los Baños, Cuba, en 1989. También participa en la IX Bienal Internacional de Humorismo. Galería de Arte Eduardo Abela, San Antonio de los Baños, Cuba. y el 1.er. Salón de Arte Cubano Contemporáneo. Museo Nacional de Bellas Artes, La Habana, Cuba en 1995.

## Premios
Recibe Mención en el 1.er. Salón Nacional de Humorismo y Sátira, Museo del Humor, San Antonio de los Baños, La Habana, Cuba.
Mención II Salón Nacional de Caricatura Personal “Juan David”, La Habana, Cuba.
Primer Premio en Pintura III Salón de la Plástica Arte 7, Galería Arte 7, Complejo de Promoción Cultural Cinematográfico Yara, La Habana, Cuba.
Mención en Humor General. IX Bienal Internacional de Humorismo, Galería de Arte Eduardo Abela, San Antonio de los Baños, La Habana, Cuba.
Artículo de Francisco Puñal sobre Félix Ronda en Mundiario, 22-01-15.  
Para Félix Ronda Rivero, además de ejercer la medicina interna, dibujar es una necesidad vital. Para este galeno, muchas veces el humor y la sátira son los mejores  tratamientos para la sociedad. Hay que destacar el contenido crítico, humanista y filosófico de sus caricaturas. Para Félix nada es superfluo. Cualquier tema actual es propicio para abordarlo desde el punto de vista humorístico. Félix reconoce que para dibujar se inspira habitualmente en los hechos cotidianos, tanto de la gente que le rodea, como de sus vivencias propias que enlazan con el exterior, y por supuesto, para él es fundamental estar bien informado. Tiene una libreta donde apunta las ideas que se le ocurren, y los bocetos de sus dibujos.
Desde niño, en su Habana natal, siempre estaba dibujando y le gustaban las películas animadas. La vida lo llevó a estudiar medicina –su otra pasión- y el dibujo lo desarrolló de forma autodidacta. Félix vive en Barcelona, donde ejerce como médico internista, y allí conjuga sabiamente sus dos profesiones, que le ocupan muchas horas de su  vida. Félix ha realizado exposiciones en su isla natal y en Barcelona. Ha participado en eventos internacionales de humor gráfico de países como Portugal,  Italia, España, México, Francia, Bélgica, Reino Unido, Brasil, entre otros.    
El humor –expresa- es esencial para vivir. El humor es la mejor medicina para la  salud y eliminar el estrés. Con el humor reflexivo e inteligente  podemos referirnos a los sentimientos humanos, a los temas más candentes de este mundo globalizado y en crisis, donde millones de personas carecen de los más elementales derechos para vivir. 
- Datos: Q5872464